# Föräldralåten
"Föräldralåten" är en sång från 1970 skriven av Pugh Rogefeldt. Den finns med på hans andra studioalbum Pughish (1970) och utgavs också som singel samma år.

## Om sången
Låten spelades in i Metronome Studios med Anders Burman som producent. Tekniker under inspelningen var Michael B. Tretow. Låten har senare inkluderats på flertalet samlingsalbum av Rogefeldt. Den har även spelats in av Hans Annellsson & The Pughtwangers.
Rogefeldts version låg på Tio i topp under åtta veckor 1970–1971 med en tredjeplats som bästa placering.

## Låtlista
Alla låtar är skrivna av  Pugh Rogefeldt.
1. "Föräldralåten"
2. "Sail with Me Come on and Try - I Love You"

## Medverkande
- Anders Burman – producent
- Janne "Loffe" Carlsson – trummor
- Pugh Rogefeldt – gitarr, sång
- Michael B. Tretow – tekniker
- Jojje Wadenius – gitarr, bas